# کوکمیرن
کوکمیرن (به آلمانی: Kukmirn) یک منطقهٔ مسکونی در اتریش است که در ناحیه گوسینگ واقع شده‌است. کوکمیرن ۱٬۹۴۰ نفر جمعیت دارد.